# Золотоглазые тимелии
Золотоглазые тимелии (лат. Chrysomma) — род воробьиных птиц из семейства суторовых. Распространены в Азии. Название рода происходит от сочетания др.-греч. χρυσος — «золото» и др.-греч. ομμα — «глаз».

## Виды
В состав рода включают два вида:
- Chrysomma sinense (Gmelin 1789) — Золотоглазая тимелия
- Chrysomma altirostre Jerdon, 1862 — Бледноклювая мупиния, или кустарница Джердона